# Tephritis cirsicola
Tephritis cirsicola
 es una especie de insecto díptero del género Tephritis, familia Tephritidae. Erich Martin Hering la describió en 1938.
Se encuentra en Polonia, Rusia occidental.